# Accident de la route en Inde
 (septembre 2022).
La mise en forme du texte ne suit pas les recommandations de Wikipédia : il faut le « wikifier ».
Les points d'amélioration suivants sont les cas les plus fréquents :
- Les titres sont pré-formatés par le logiciel. Ils ne sont ni en capitales, ni en gras.
- Le texte ne doit pas être écrit en capitales (les noms de famille non plus), ni en gras, ni en italique, ni en « petit »…
- Le gras n'est utilisé que pour surligner le titre de l'article dans l'introduction, une seule fois.
- L'italique est rarement utilisé : mots en langue étrangère, titres d'œuvres, noms de bateaux, etc.
- Les citations ne sont pas en italique mais en corps de texte normal. Elles sont entourées par des guillemets français : « et ».
- Les listes à puces sont à éviter, des paragraphes rédigés étant largement préférés. Les tableaux sont à réserver à la présentation de données structurées (résultats, etc.).
- Les appels de note de bas de page (petits chiffres en exposant, introduits par l'outil «  Source ») sont à placer entre la fin de phrase et le point final[comme ça].
- Les liens internes (vers d'autres articles de Wikipédia) sont à choisir avec parcimonie. Créez des liens vers des articles approfondissant le sujet. Les termes génériques sans rapport avec le sujet sont à éviter, ainsi que les répétitions de liens vers un même terme.
- Les liens externes sont à placer uniquement dans une section « Liens externes », à la fin de l'article. Ces liens sont à choisir avec parcimonie suivant les règles définies. Si un lien sert de source à l'article, son insertion dans le texte est à faire par les notes de bas de page.
- La présentation des références doit suivre les conventions bibliographiques. Il est recommandé d'utiliser les modèles {{Ouvrage}}, {{Chapitre}}, {{Article}}, {{Lien web}} et/ou {{Bibliographie}}. Le mode d'édition visuel peut mettre en forme automatiquement les références.
- Insérer une infobox (cadre d'informations à droite) n'est pas obligatoire pour parachever la mise en page.

Pour une aide détaillée, merci de consulter Aide:Wikification.
Si vous pensez que ces points ont été résolus, vous pouvez retirer ce bandeau et améliorer la mise en forme d'un autre article.
 (septembre 2022).

Death rates from road traffic collisions by country, per 100,000 inhabitants, world map (WHO 2012). Indian traffic fatality rate was about 17 per 100,000 people
fewer than 5
5-10
10-15
15-20
20-25
25-30
30-35
35-40
more than 40

Total number of persons killed and injured due to road accidents, from 2001 to 2010

Les accidents de la route en Inde sont une source majeure de mortalité, de blessures et de dommages aux biens chaque année. Le rapport de 2021 du National Crime Records Bureau (NCRB) établit que sur 155.622 tués annuels depuis 2014, 69.240 tués sont dus à des deux-roues (motorisés). Une étude de l' Insurance Institute for Highway Safety américain montre que l'utilisation des ceintures de sécurité réduit significativement les risques et blessures des accidents routiers, avant que l'utilisation des ceintures de sécurité ne soit imposée dans les voitures. Une étude de IIT Delhi montre que quand les national highways ne constituent que 2% de la longueur des routes indiennes, elles totalisent 30,3% des accidents routiers et 36% des tués,.
D'après une étude mondiale de 2013 de l' OMS de l'ONU sur les collisions routières, l'Inde souffre d'un taux de mortalité routière de 16,6 par 100 000 habitants en 2013. Le taux de mortalité par collision routière moyen en Inde est similaires à la moyenne mondiale de 17,4 tués par 100 000 habitants, moins mortel que les pays à bas revenu qui moyennent à 24,1 tués par 100 000 mais plus mortel que les pays à haut ou très haut revenu qui rapportent un plus faible taux de 9,2 tués par 100 000 en 2013,.
En 2022, 71% de la mortalité routière indienne est liée à la vitesse.
Le second État en termes de mortalité routière est le Maharashtra avec 15748 tués en 2022